# 南中寮
南中寮是位於臺灣南投縣中寮鄉的一個次分區，此區大致以平林溪流域為主。

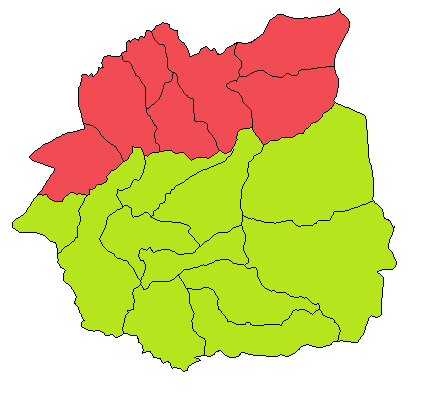
南中寮地區

## 簡介
南中寮地區以鄉親寮為主要中心，北接中寮鄉北中寮地區，西接南投市南投地區，南接集集鎮，東接國姓鄉、水里鄉。

## 人文
南中寮地區人口主要分佈於平林溪兩側，其中永平村裡的鄉親寮聚落為中寮鄉人口最多之社區
- 面積約為100平方公里
- 南中寮11村人口共計9,495人（2022年12月），以永平村設籍人口為最多（1,923人）
- 人口密度約為每平方公里94.9人

永平村為本區主要商業區，永平老街為當地特色商街。
也是中寮鄉行政中心，主要機關座落於此。
農產以香蕉、柳丁、龍眼、檳榔為大宗。

## 行政區劃
南中寮共有十一村
廣興村
- 地名包含：番仔吧、後寮仔坑、湖桶、梨崙、頂城仔。

崁頂村
- 地名包含：崁仔頂、挑米坑、食蛇坑、吊頸窟、崙龍。

八仙村
- 地名包含：八杞仙、(台〢)鹿坑、馬鞍崙。

福盛村
- 地名包含：哮貓、石城、粗坑、麻竹腳、三塊厝、集集大山、二尖山、水堀坪、千丈岩、大石頭、小湳頂、瓦磘頂、白鶴嶺、福盛山農場、四角山。

和興村
- 地名包含：大坑、石門瀑布、棋盤石、炭寮地、猴洞溪、大湳頂、十四股、九分二山、吃飯嚥、下九芎、上九芎。

復興村
- 地名包含：暗坑、二十份、雙坑。

永平村
- 地名包含：鄉親寮、過溪城、水濂洞、虎尾寮。

中寮村
- 地名包含：中寮、鹿寮、風櫃嶺、尾窯。

廣福村
- 地名包含：東勢閣、十八股寮、番仔坑、倒樟、山欉坑、公館崙、長瀨。

義和村
- 地名包含：二重溪、甲頭埔、新厝。

永福村
- 地名包含：撻仔灣、部地、崩埤、凍鐵、六股、大公凍、竹仔坑、仙峰嶺、仙峰日月洞、紙寮。

### 行政區更動
- 1946年
  - 八杞仙大字改稱八仙村
  - 二重溪大字析設為二村，其東稱永福村，其西稱義和村
  - 中寮大字析設為三村，其南稱中寮村；其北部有二村，廣福村在西，復興村居東
  - 鄉親寮大字析設為三村，即和興村、福盛村與永平村
  - 後寮大字西部設仙峰村，東部設廣興村，中部設崁頂村

- 民國七十年（1981），仙峰村西部併入永福村，東部併入崁頂村

## 文教
南中寮地區共有1所國民中學，7所國民小學
- 南投縣立中寮國民中學　　　南投縣中寮鄉中寮國民小學
- 南投縣中寮鄉永康國民小學　　　　南投縣中寮鄉廣英國民小學 （页面存档备份，存于）
- 南投縣中寮鄉永樂國民小學　　　南投縣中寮鄉廣福國民小學
- 南投縣中寮鄉至誠國民小學　　　南投縣中寮鄉和興國民小學 （页面存档备份，存于）

## 交通
- 早期曾有從鄉親寮至南投市、集集鎮的輕便鐵路，目前皆廢止。
- 南中寮以縣道139號為主軸連接南投市與集集鎮，是居民主要對外連絡道路，投17線連絡北中寮地區，投27線連絡集集鎮。

### 鄉道
- 投17線內城巷-鄉林巷
- 投17-1線鄉林巷
- 投25-1線千秋路
- 投26線永樂路
- 投26-1線福山路
- 投27線頂城巷-廣集路

### 公車路線
- 6929路：南投－鄉親寮

## 旅遊
- 仙峰日月洞
- 仙洞坪棋盤石
- 粗坑大峭壁
- 福盛水圳
- 中寮崁頂村休閒園區

## 外部連結
- 中寮鄉公所
- 中寮鄉地名探源（页面存档备份，存于）
- 地名詳細資料
- 中寮鄉戶政事務所